# Wappen der Gemeinde Besseringen
Das Wappen der Gemeinde Besseringen zeigt über einem silbernen Anker einen roten Krummstab, begleitet von zwei grünen Eichenblättern. Es wurde von 1957 bis zur Auflösung der Gemeinde (heute Stadtteil) am 1. Januar 1974 geführt.

## Geschichte
Das Wappen wurde von dem Heimatforscher Kurt Hoppstädter entworfen. Die Zustimmung zur Führung des Wappens erteilte das Saarländische Innenministerium mit Beschluss vom 3. Dezember 1957. Gleichzeitig erhielt die Gemeinde das Recht, die Farben Grün-Weiß als Gemeindefarben zu führen. Mit der Eingemeindung von Besseringen in die Stadt Merzig zum 1. Januar 1974 verlor das Wappen seine amtliche Gültigkeit.

## Wappenbegründung
Das Wappen von Besseringen vereinigt die Geschichte der beiden Siedlungen, die das heutige Besseringen bilden, nämlich Besseringen und Ponten.
Die Eichenzweige auf dem Wappen erinnern an die sogenannten Forsthufe. Dies waren erzbischöfliche Dienstleute, die sich nach der Schenkung durch Karl den Großen und die Frankenkönige an das Bistum Trier im heutigen Besseringen niederließen. Die Eichenzweige symbolisieren aber auch die Bedeutung der Lohschäl-Waldungen für das alte Besseringen.
Der Abtstab erinnert an die Zeit, da der Abt von Mettlach Grund- und Bannherr in Besseringen war, soll aber auch die kirchlich-kulturellen Beziehungen des Dorfes zur Abtei versinnbilden, da die Mönche von Mettlach die Pfarrei St. Gangolph-Besseringen betreuten.
Für den Ortsteil Ponten steht der Anker. Der Name Ponten geht vermutlich auf eine Ponte (lat. pons/pontis= Brücke) zurück. Diese ragte über die Saar als Verbindung nach Schwemlingen. Gelegen war diese in der noch heute bekannten Brückenstraße.